# Łuka (obwód iwanofrankiwski)
Łuka (ukr. Лука) – wieś na Ukrainie, w  obwodzie iwanofrankiwskim, w rejonie horodeńskim, nad Dniestrem.

## Zabytki
- zamek[2]